# William M. Boothby
William Munger Boothby (* 1. April 1918 in Detroit; † 14. Februar 2021 in Nashville) war ein US-amerikanischer Mathematiker.

## Werdegang
Boothby studierte an der University of Michigan mit dem Bachelor-Abschluss 1940. Von 1942 bis 1945 war er Pilot bei der US Army Air Force. Dabei erlebte er im Januar 1945 auch eine durch schlechtes Wetter bedingte Bruchlandung als Kopilot einer  B 17 im Bundesstaat New York. Nach seiner Militärzeit setzte er sein Studium fort und wurde 1949 an der University of Michigan bei Wilfred Kaplan  promoviert (A topological study of the level curves of harmonic functions). 1948 wurde er Instructor und später Assistant Professor an der Northwestern University. Damals befasste er sich mit Hermiteschen Mannigfaltigkeiten und Kontaktgeometrie, wobei ihn auf letzterem Gebiet Arbeiten mit Hsien Chung Wang bekannt machten (nach beiden sind Boothby-Wang-Faserungen benannt). 1950/51 war er an der ETH Zürich. 1959 wurde er Associate Professor an der Washington University, an der er eine volle Professur erhielt und 1988 emeritiert wurde. Er lebte zuletzt in Nashville nahe seinem Sohn.
Er war 1961/62 am Institute for Advanced Study, 1965/66 Gastwissenschaftler an der Universität Genf, 1971 und 1977 an der Universität Straßburg, 1981 Gastprofessor an der Universität Córdoba in Argentinien, wo sein Doktorand Humberto Alagia Professor war, und 1987 Gastwissenschaftler an der Universität Tor Vergata (Rom II). Er unterrichtete mehrfach an der mathematischen Sommerschule von Perugia.
An der Washington University befasste er sich, wie auch sein dortiger Kollege Guido Weiss, mit Differentialgeometrie und harmonischer Analysis. Beide erhielten dafür 1969 eine umfangreiche Förderung vom Office of Naval Research. Von ihm stammt ein verbreitetes einführendes Lehrbuch über Differentialgeometrie und Riemannsche Geometrie. Ab Mitte der 1970er Jahre befasste er sich mit Anwendungen der Differentialgeometrie in der Kontrolltheorie und arbeitete auf diesem Gebiet auch mit Ingenieuren zusammen und seinem früheren Doktoranden Philip Zwart, der Professor in der Ingenieursabteilung der Washington University war.
Er war seit 1947 mit Ruth Robin (gestorben 2013) verheiratet und hatte drei Söhne. Die Familie hatte ab 1971/72 ein Sommerhaus in Lauenen bei Gstaad. Zu seinen Hobbys gehörten (italienische) Kunst und Laufen.

## Schriften
- An introduction to Differentiable Manifolds and Riemannian Geometry, Pure and Applied Mathematics, Academic Press, 1975, 2. Auflage 1986
- mit H. C. Wang: On contact manifolds, Annals of Mathematics, Band 68, 1958, S. 721–734
- mit S. Kobayashi, H. C. Wang: A note on mappings and automorphisms of almost complex manifolds, Annals of Mathematics, Band 77, 1963, S. 329–334.
- mit H. C. Wang: On finite subgroups of connected Lie groups, Comm. Math. Helveticae, Band 39, 1965, S. 281–294
- On  the  integral  curves  of  a  linear  differential form of maximum rank, Mathematische Annalen, Band 177, 1968, S. 101–104
- A transitivity problem from control theory, J.Diff. Eq., Band 17, 1975, S. 296–307